# Ryder Cup 2010
La 38a Ryder Cup es va disputar a Europa entre l'1 i el 3 d'octubre de 2010 al Celtic Manor Resort a Newport, Gal·les.

## Els equips
Els deu millors jugadors d'ambdós equips són escollits mitjançant un sistema de puntuació en el que s'agafen els resultats en diferents torneigs. Els altres dos jugadors són escollits pel capità de cada equip.

### Europa
| Equip d'Europa       |                  |      |                            |                                          |
| Nom                  | Nacionalitat     | Edat | Residència                 | Notes                                    |
| Colin Montgomerie    | Escòcia          | 47   | Dunning, Escòcia           | Capità de l'equip                        |
| Lee Westwood         | Anglaterra       | 37   | Worksop, Anglaterra        | 7a participació                          |
| Rory McIlroy         | Irlanda del Nord | 21   | Holywood, Irlanda del Nord | Primera participació                     |
| Martin Kaymer        | Alemanya         | 25   | Mettmann, Alemanya         | Primera participació                     |
| Graeme McDowell      | Irlanda del Nord | 31   | Portrush, Irlanda del Nord | 2a participació                          |
| Ian Poulter          | Anglaterra       | 34   | Milton Keynes, Anglaterra  | 3a participació                          |
| Ross Fisher          | Anglaterra       | 29   | Cheam, Anglaterra          | Primera participació                     |
| Francesco Molinari   | Itàlia           | 27   | Torí, Itàlia               | Primera participació                     |
| Miguel Ángel Jiménez | Espanya          | 46   | Màlaga, Espanya            | 4a participació                          |
| Peter Hanson         | Suècia           | 32   | Trelleborg, Suècia         | Primera participació                     |
| Edoardo Molinari     | Itàlia           | 29   | Torí, Itàlia               | Primera participació, elecció del capità |
| Luke Donald          | Anglaterra       | 32   | High Wycombe, Anglaterra   | 3a participació,elecció del capità       |
| Padraig Harrington   | Irlanda          | 39   | Dublín, Irlanda            | 6a participació, elecció del capità      |

### Estats Units
| Equip dels Estats Units |      |                                 |                                          |
| Nom                     | Edat | Residència                      | Notes                                    |
| Corey Pavin             | 50   | Dallas (Texas)                  | Capità de l'equip                        |
| Phil Mickelson          | 40   | Rancho Santa Fe (Califòrnia)    | 8a participació                          |
| Hunter Mahan            | 28   | Plano (Texas)                   | 2a participació                          |
| Bubba Watson            | 31   | Bagdad (Florida)                | Primera participació                     |
| Jim Furyk               | 40   | Ponte Vedra Beach (Florida)     | 7a participació                          |
| Steve Stricker          | 43   | Madison (Wisconsin)             | 2a participació                          |
| Dustin Johnson          | 26   | Myrtle Beach (Carolina del Sud) | Primera participació                     |
| Jeff Overton            | 27   | Bloomington (Indiana)           | Primera participació                     |
| Matt Kuchar             | 32   | Ponte Vedra Beach (Florida)     | Primera participació                     |
| Zach Johnson            | 34   | Lake Mary (Florida)             | 2a participació, elecció del capità      |
| Tiger Woods             | 34   | Windermere (Florida)            | 6a participació, elecció del capità      |
| Stewart Cink            | 37   | Duluth (Geòrgia)                | 5a participació, elecció del capità      |
| Rickie Fowler           | 21   | Las Vegas (Nevada)              | Primera participació, elecció del capità |

## Competició

### Enfrontaments del divendres

#### Matí: foursomes
| EU                      | Resultats        | USA                     |
| ----------------------- | ---------------- | ----------------------- |
| L. Westwood/M. Kaymer   | 3 & 2            | P. Mickelson/D. Johnson |
| R. McIlroy/G. McDowell  | Empat            | S. Cink/M. Kuchar       |
| I. Poulter/R. Fischer   | 2 Up             | S. Stricker/T. Woods    |
| L. Donald/P. Harrington | 3 & 2            | B. Watson/J. Overton    |
| 1½                      | Marcador parcial | 2½                      |
| 1½                      | Marcador total   | 2½                      |

### Enfrontaments del dissabte

#### Matí: foursomes
| EU                       | Resultats        | USA                     |
| ------------------------ | ---------------- | ----------------------- |
| M.A. Jiménez/P. Hanson   | 4 & 3            | T. Woods/S. Stricker    |
| E. Molinari/F. Molinari  | 2 Up             | H. Mahan/Z. Johnson     |
| L. Westwood/M. Kaymer    | Empat            | J. Furyk/R. Fowler      |
| P. Harrington/R. Fischer | 3 & 2            | P. Mickelson/D. Johnson |
| I. Poulter/L. Donald     | 2 & 1            | B. Watson/J. Overton    |
| G. McDowell/R. Mcilroy   | 1 Up             | S. Cink/M. Kuchar       |
| 2½                       | Marcador parcial | 3½                      |
| 4                        | Marcador total   | 6                       |

#### Tarda: foursomes
| EU                     | Resultats        | USA                  |
| ---------------------- | ---------------- | -------------------- |
| L. Donald/L. Westwood  | 6 & 5            | S. Stricker/T. Woods |
| G. McDowell/R. McIlroy | 3 & 1            | Z. Johnson/H. Mahan  |
| 2                      | Marcador parcial | 0                    |
| 6                      | Marcador total   | 6                    |

#### Tarda: fourballs
| EU                       | Resultats        | USA                    |
| ------------------------ | ---------------- | ---------------------- |
| P. Harrington/R. Fischer | 2 & 1            | J. Furyk/D. Johnson    |
| P. Hanson/M.A. Jiménez   | 2 Up             | B. Watson/J. Overton   |
| E. Molinari/F. Molinari  | Empat            | S. Cink/M. Kuchar      |
| I. Poulter/M. Kaymer     | 2 & 1            | P. Mickelson/R. Fowler |
| 3½                       | Marcador parcial | ½                      |
| 9½                       | Marcador total   | 6½                     |

### Enfrontaments del diumenge

#### Individuals
| EU                   | Resultats        | USA            |
| -------------------- | ---------------- | -------------- |
| Lee Westwood         | 2 & 1            | Steve Stricker |
| Rory McIlroy         | Empat            | Stewart Cink   |
| Luke Donald          | 1 Up             | Jim Furyk      |
| Martin Kaymer        | 6 & 4            | Dustin Johnson |
| Ian Poulter          | 5 & 4            | Matt Kuchar    |
| Ross Fischer         | 3 & 2            | Jeff Overton   |
| Miguel Ángel Jiménez | 4 & 3            | Bubba Watson   |
| Francesco Molinari   | 4 & 3            | Tiger Woods    |
| Edoardo Molinari     | Empat            | Rickie Fowler  |
| Peter Hanson         | 4 & 2            | Phil Mickelson |
| Padraig Harrington   | 3 & 2            | Zach Johnson   |
| Graeme McDowell      | 3 & 1            | Hunter Mahan   |
| 5                    | Marcador parcial | 7              |
| 14½                  | Marcador total   | 13½            |